# Sangnam-myeon, Miryang
Sangnam-myeon (koreanska: 상남면) är en socken i kommunen Miryang i provinsen Södra Gyeongsang i den sydöstra delen av Sydkorea, 280 km sydost om huvudstaden Seoul.